# Elżbieta Pierzchała
Elżbieta Apolonia Pierzchała z domu Liwoch (ur. 5 lipca 1954 w Sosnowcu) – polska polityk, inżynier transportu, posłanka na Sejm V, VI i VII kadencji.

## Życiorys
W 1981 ukończyła studia na Wydziale Transportu Politechniki Śląskiej w Gliwicach, a w 1994 studia podyplomowe z marketingu i zarządzania w Akademii Ekonomicznej w Katowicach. Od 1978 do 2005 pracowała w Polskich Kolejach Państwowych, m.in. na stanowisku dyrektora Śląskiego Zakładu Przewozów Regionalnych spółki PKP Przewozy Regionalne z siedzibą w Katowicach.
Od 1994 do 1998 zasiadała w radzie wojewódzkiej Porozumienia Centrum. W latach 1998–2002 była radną sejmiku śląskiego z listy Akcji Wyborczej Solidarność. Zasiadała w zarządzie śląskiego Porozumienia Polskich Chrześcijańskich Demokratów. W 2001 wstąpiła do Platformy Obywatelskiej, z ramienia której w 2002 bez powodzenia ubiegała się o reelekcję do sejmiku (w ramach komitetu POPiS), a w wyborach parlamentarnych w 2005 została wybrana do Sejmu V kadencji w okręgu katowickim. W wyborach w 2007 po raz drugi uzyskała mandat poselski, otrzymując 8553 głosów. W wyborach w 2011 z powodzeniem ubiegała się o reelekcję, dostała 14 557 głosów. W 2015 nie została ponownie wybrana do Sejmu. W 2018 ponownie kandydowała na radną województwa. W wyborach w 2019 bezskutecznie ubiegała się o mandat poselski.
W 2004 otrzymała Srebrny Krzyż Zasługi.

## Życie prywatne
Wdowa (mąż zmarł w 1994), ma córkę Aleksandrę.